# Rabí
Rabí là một thị trấn thuộc huyện Klatovy, vùng Plzeňský, Cộng hòa Séc.